# Abdelkrim Dali
Abdelkrim Dali, né le 21 novembre 1914 à Tlemcen et mort le 21 février 1978 à Alger, est un chanteur et musicien algérien de gharnati et de hawzi tlemcénien, genres classiques traditionnels de la musique algérienne. Instrumentiste polyvalent, il joue indifféremment le rebab et l'oud.

## Biographie
Issu d'une famille de mélomanes tlemcénienne, c'est le fils unique de sa mère Fatima Zohra. Son goût pour la musique s'est développé au contact des maîtres Omar Bakhchi, M'hammed Sari, Abdessalam Bensari, Yahia Bendali, Boudalfa, Mustapha Brixi et El Yaho Bensaïd. Il intègre les orchestres de Larbi Bensari et Cheikha Tetma, ce qui va le faire connaître à tous les férus de musique andalouse. En 1938, il fait une grande tournée en Algérie et l'année suivante en France. En 1940, il participe au lancement de Radio-Alger dont il intégra définitivement l'orchestre comme joueur d'Oud en 1952. Ce qui le fit venir à Alger avec sa famille. Après l'indépendance du pays en 1962, il participe à toutes les semaines culturelles algériennes dans les pays arabes ou en Europe et on lui attribue une chaire au Conservatoire d'Alger. En 1971, il est conseiller à l'Institut National de Musique, spécialiste de musique arabo-andalouse. Il enregistre toutes les Noubas selon la tradition tlemcénienne. Au déclin de sa vie, il fait le pèlerinage à la Mecque et compose un grand poème symphonique intitulé Rihla Hidjazia, œuvre qui représente le couronnement d'une longue carrière au service de la musique andalouse.
Personnalité simple et doté d'une grande générosité, on retient de cet homme d'un grand talent, une tessiture vocale d'une grande clarté capable aussi de chanter sans micro. Originaire de Tlemcen, vivant à Alger, il a su allier les deux styles de la musique andalouse qui sont le Gharnati de Tlemcen et le San'â d'Alger,.
Abdelkrim Dali, a interprété et enregistré la chanson religieuse intitulée Ibrahim el-Khalil, qasida d'un certain Belkheznadji au XIXe siècle et fut également interprétée et enregistrée autrefois par Mahieddine Bachtarzi. Cependant, c'est grâce à la voix caractéristique d'Abdelkrim Dali, que cette chanson a acquis une renommée sans précédent depuis les années 1970, devenant ainsi un élément incontournable de la célébration de l'Aïd el-Kébir en Algérie. Sa diffusion régulière sur les ondes de la radio et de la télévision algériennes a contribué à sa popularité durable. Par ailleurs, Abdelkrim Dali est également reconnu pour son autre composition tout aussi célèbre, intitulée Mezzyanou nhar el youm Saha Aidekoum.

## Quelques titres
- N'har el youm
- Rihla Hidjazia
- Nergheb el mouid
- El hadjam
- El Kaoui

## Décorations
- Djadir de l'ordre du Mérite national d'Algérie.

## Formation
De 1970 à 1977, il a formé plusieurs élèves au conservatoire d'Alger. Son élève par excellence est Mourad el Baez.